# Ivanka Reberski
Ivanka Reberski (1932.) je hrvatska povjesničarka umjetnosti.
Studirala je u Zagrebu, gdje je diplomirala povijest umjetnosti na Filozofskom fakultetu. Magistrirala je bibiotekarstvo, dokumentaciju i informacijske znanosti. Doktorirala je na djelu Otona Postružnika.
Radi u Institutu za povijest umjetnosti. Uređivala je časopis Radove Instituta za povijest umjetnosti te "Bibliografije" Enciklopedije hrvatske umjetnosti.
Istražuje stilske vodilje u hrvatskom slikarstvu prve polovice 20. stoljeća, suvremeno sakralno slikarstvo i kiparstvo, umjetničku topografiju, war-art i ost.

## Djela
Napisala je monografije o Ljerci Njerš, Realizmima dvadesetih godina u hrvatskom slikarstvu, o Otonu Postružniku, Anci Krizmanić, Zlatku Šulentiću, Ivu Dulčiću, Gabrijelu Jurkiću, Krešimiru Tadiću, Karini Sladović, Edi Kovačeviću, Ivi Režku, Mili Kumbatović, Tonci Petrić, Zorislavau Drempetiću Hrčiću, kataloge izložaba djela Milana Berbuča, Vesne Sokolić, Bruna Bulića i dr.
Uredila je brojna izdanja.

## Nagrade i priznanja
- nagrada Grada Zagreba 1994.
- nagrada Grada Zagreba 1998.

## Vanjske poveznice
- Ministarstvo kulture RH Čestitka ministrice kulture Zlatar Violić gđi Ivanki Reberski povodom 80-tog rođendana